# Jan Bigo (oficer)

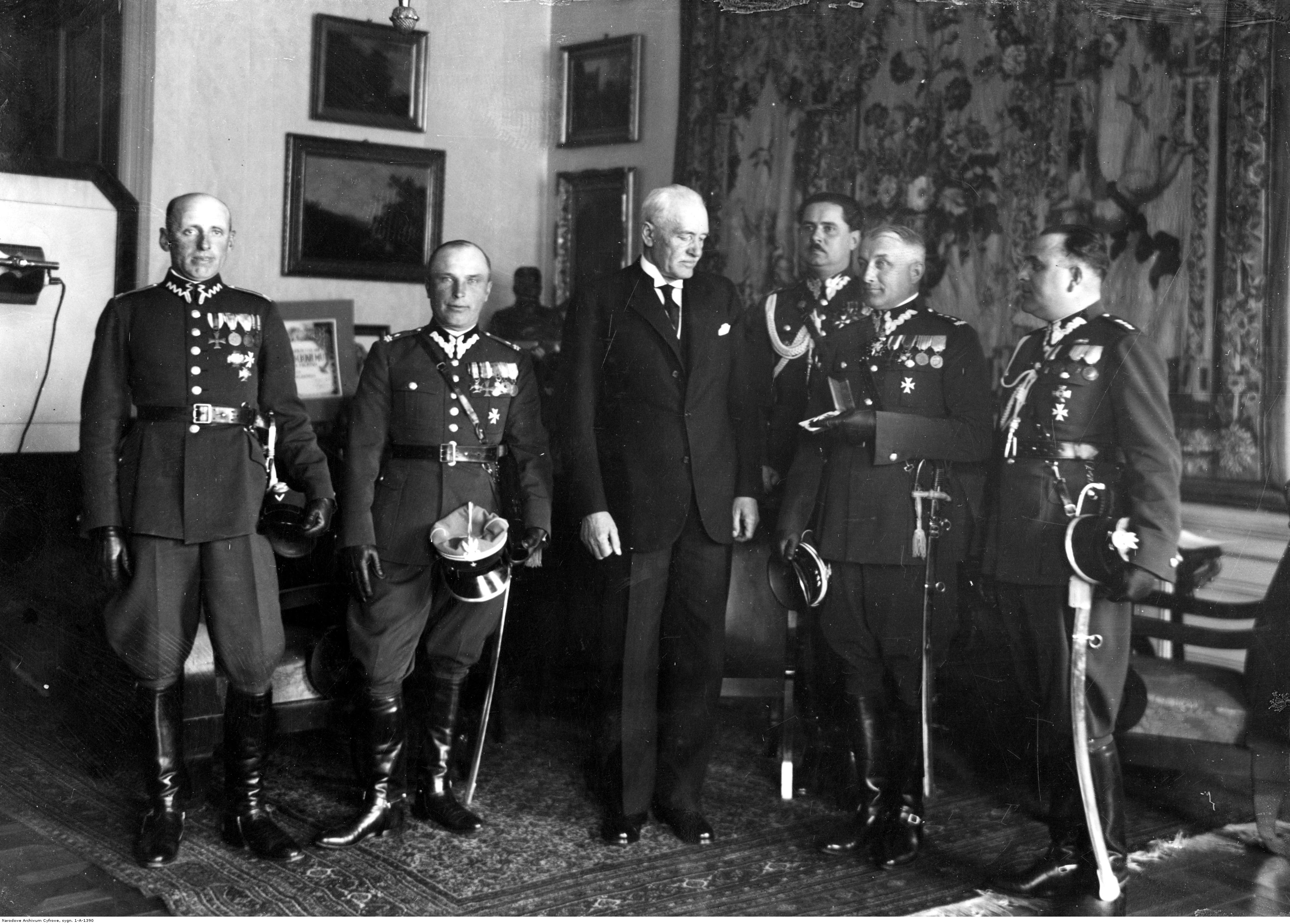
Delegacja 2 pal na audiencji u prezydenta RP Ignacego Mościckiego - płk Jan Bigo drugi z prawej; 10 maja 1933 r.

Jan Witold Bigo (ur. 23 grudnia 1891 w Sieniawie, zm. 28 lutego 1947) – pułkownik dyplomowany artylerii Wojska Polskiego.

## Życiorys
Urodził się 23 grudnia 1891 w Sieniawie jako syn Jana. Był czynnym Akademickiego Klubu Turystycznego we Lwowie. W grudniu 1918 roku został dowódcą II dywizjonu 3 pułku artylerii polowej w Jarosławiu, który 28 czerwca 1919 roku został przeformowany w 4 pułk artylerii polowej. 9 września 1920 roku został zatwierdzony z dniem 1 kwietnia 1920 roku w stopniu kapitana artylerii, w grupie oficerów byłej cesarskiej i królewskiej armii. 1 czerwca 1921 roku pełnił służbę w Departamencie I Ministerstwa Spraw Wojskowych w Warszawie, a jego oddziałem macierzystym był 4 pap. W tym samym roku został powołany do Wyższej Szkoły Wojennej w Warszawie, w charakterze słuchacza II Kursu Normalnego. 3 maja 1922 roku został zweryfikowany w stopniu majora ze starszeństwem z dniem 1 czerwca 1919 roku i 96. lokatą w korpusie oficerów artylerii. 
1 października 1923 roku, po ukończeniu kursu i otrzymaniu dyplomu naukowego oficera Sztabu Generalnego, został przeniesiony do dowództwa 6 Dywizji Piechoty w Krakowie na stanowisko szefa sztabu. Studiując oraz pełniąc służbę sztabową pozostawał oficerem nadetatowym 4 pap w Inowrocławiu. 1 grudnia 1924 roku awansował na podpułkownika ze starszeństwem z dniem 15 sierpnia 1924 roku i 23. lokatą w korpusie oficerów artylerii. 1 grudnia 1925 roku został przeniesiony służbowo do Oddziału II Sztabu Generalnego w Warszawie. W latach 1926–1929 był attaché wojskowym w Pradze. 
23 grudnia 1929 roku został przeniesiony do 2 pułku artylerii lekkiej Legionów w Kielcach na stanowisko dowódcy pułku. 21 grudnia 1932 został awansowany na pułkownika ze starszeństwem z dniem 1 stycznia 1933 roku i 5. lokatą w korpusie oficerów artylerii. W latach 1938–1939 był dowódcą artylerii dywizyjnej 18 Dywizji Piechoty w Łomży.
Na tym stanowisku walczył w kampanii wrześniowej 1939 roku. W nocy z 12 na 13 września 1939 roku udało mu się wydostać z okrążenia. „W poszukiwaniu własnych oddziałów między Brześciem–Radzyniem, a Garwolinem wędrował przez dalsze przeszło 2 tygodnie”. 3 października 1939 roku pod Maciejowicami dostał się do niewoli niemieckiej. 15 stycznia 1946 roku w Londynie szef Sztabu Głównego, generał dywizji Stanisław Kopański powołał go na sekretarza Komisji do spraw byłych jeńców wojennych, której przewodniczył generał dywizji Tadeusz Piskor. Przygotowywał następnie pracę obejmującą dzieje losów polskich żołnierzy wziętych do niewoli. Przedwczesna śmierć nie pozwoliła mu ukończyć tego dzieła. W „Bellonie” (Londyn), 1950, z. 2. został zamieszczony fragment jego pracy zatytułowany „Jeńcy wrześniowi w Niemczech”.

## Ordery i odznaczenia
- Krzyż Srebrny Orderu Wojskowego Virtuti Militari nr 11801
- Krzyż Oficerski Orderu Odrodzenia Polski (10 listopada 1938)[23]
- Krzyż Walecznych[24]
- Złoty Krzyż Zasługi (10 listopada 1928)[25][26]
- Medal Pamiątkowy za Wojnę 1918–1921
- Medal Dziesięciolecia Odzyskanej Niepodległości
- Krzyż Komandorski Orderu Lwa Białego (Czechosłowacja, 1929)[27][28]